# Fratelia

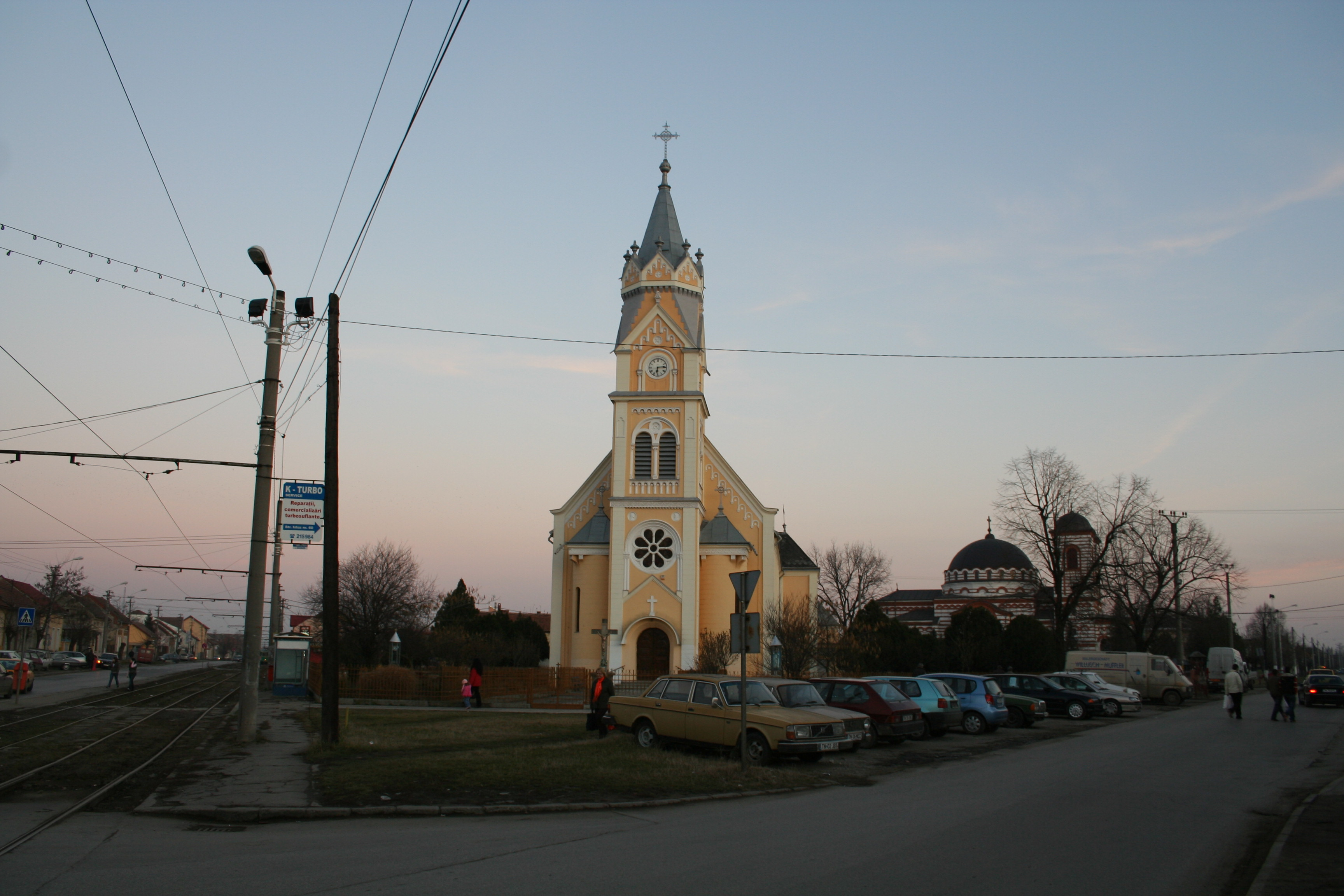
Biserica romano-catolică din Fratelia

Fratelia (în maghiară Újtesöld, alternativ Újkissoda, în trad. "Chișoda Nouă", în germană Neu-Kischoda) este o fostă localitate din județul Timiș, actualmente cartier al Timișoarei, amplasat în partea de sud al orașului.

## Istoric
Fratelia ar putea fi considerat pe moment cel mai vechi cartier al Timișoarei deoarece aici au fost descoperite până acum vestigii ale așezărilor omenești din zonă, datate cu mai bine de 6.000 de ani în urmă. Arheologii au găsit aici urme ale unor bordeie ale agricultorilor și păstorilor ce au locuit pe aceste meleaguri. În apropiere, a fost scoasă la iveală și o necropolă de incinerație, cu peste 200 de morminte, când se făceau săpături pentru construcții noi. Urnele funerare recuperate au fost duse la Muzeul Banatului iar astăzi o parte dintre ele pot fi văzute de public, într-o expoziție legată chiar de urnele funerare din Banat. 
În zonă au mai fost descoperite și morminte din epoca bronzului, însă Fratelia a fost înființată abia la începutul secolului al XX-lea, în 1903. 
Satul a fost înființat prin parcelarea moșiilor Kende și Bessenyei cu scopul maghiarizării Timișoarei, și unirea coloniilor nou apărute: Kendetelep (în română: Colonia Kende), în jurul actualei străzi Bujorilor, și Besseneytelep (în română: Colonia Besseney), în jurul actualei străzi Ivan Petrovici Pavlov, cunoscute ulerior și ca Fratelia A și Fratelia B.
În Colonia Kende, terenul era agricol și era deținut de către familia Kende, care avea și o cărămidărie. Aceștia au parcelat terenul și l-au vândut contra unor sume accesibile muncitorilor de la cărămidărie, așezarea numindu-se, inițial, Kendetelep, care în 1910 făcea parte din localitatea Chișoda. Pe lângă muncitorii de la cărămidărie s-au mai mutat aici oameni din localitățile învecinate, care lucrau în Timișoara. Mai târziu, familia Kende a donat teren pentru construcția primăriei, a școlii, a bisericii și a cimitirului. În 1919, după instaurarea administrației românești în Banat, localitatea a fost redenumită în Chișoda Nouă. La Recensământul din 1930 localitatea figura cu denumirea de Fratelia și avea 7688 de locuitori, dintre care 3388 maghiari, 3160 germani și 867 români, iar la Recensământul din 1941 avea 1766 de clădiri și 7687 de locuitori. Primele tentative de a-l alipi Timișoarei au fost în perioada interbelică, când s-a construit linia de tramvai, care fusese cerută de către locuitorii din Fratelia B în anul 1928, și localitatea a fost legată la rețeaua electrică a orașului. La 1 decembrie 1928, Timișoara hotărăște șă preia atribuțiie „măsurilor sanitare și polițienești, precum și canalizării și iluminărei” comunelor suburbane care se aflau pe o rază înconjurătoare de 5 km de aceasta, printre ele numărându-se și Fratelia. În aceeași perioadă locuitorii au cerut alipirea la Timișoara. Fratelia devine a VI-a circumscripție a Timișoarei abia în 1948. Fosta cărămidărie care a aparținut familiei Kende a dispărut în anii 1980, aceasta fiind înlocuită de Termocentrala CET Sud din Timișoara.

## Cartierul astăzi
Fratelia este despărțită de cartierul Elisabetin prin strada Gavril Musicescu, o stradă în formă de L care este una dintre cele mai lungi din Timișoara. Strada Musicescu începe în apropierea pieței Doina, continuă câteva sute de metri spre sud paralel cu Calea Șagului, apoi face un cot de 90° spre est, prelungindu-se până dincolo de Calea Girocului (Martirilor), pierzându-se, după ce parcurge câțiva kilometri, undeva în noua zonă rezidențială Urseni.

Fratelia a fost împărțită în două zone, Fratelia A, situată către Calea Șagului și Fratelia B, situată către Calea Girocului (Martirilor). Cele două zone sunt despărțite prin strada Cercului, numită popular ștrec, adică locul unde odinioară era o cale ferată.
La sud-vest de Fratelia se găsește Zona Steaua, la vest Zona Calea Șagului, iar la nord-est Zona Braytim. Spre sud este un teren viran, apoi localitatea Chișoda.

## Biserici din Fratelia
- Biserica Ortodoxă Fratelia „Sf. Ap. Petru și Pavel”, 1963, preoți: Ioan Drăgănescu, Iosif Ciocloda, Ioan Bălăngean, Ioan Novac și diacon Alexandru Ranca [16]
- Biserica Catolică Parohială „Sfântul Josif” Timișoara VI.- Fratelia. (Str. Ana Ipătescu Nr. 48)
- Biserica „Adormirea Maicii Domnului, filială a parohiei Timisoara VI.- Fratelia (Str. Pavlov Nr. 28)

## Alte detalii
Chișodei este o stație a tramvaiului 7. Ea este localizatǎ lângǎ Biserica Romano-Catolică.